# CD Arenteiro
CD Arenteiro is een Spaanse voetbalclub uit O Carballiño (Gallicië). Club Deportivo Arenteiro werd opgericht in 1958. Tussen 1990 en 2005 was de ploeg bekend onder de naam Club Deportivo O Carballiño.

## Geschiedenis
De ploeg speelde steeds op het lokale niveau van Andalusië. Drie maal in haar geschiedenis kon de ploeg doorstoten tot het derde niveau van het Spaanse voetbal. Tijdens de periode 1964-1967 gebeurde dit voor de eerste maal. De ploeg speelde toen drie seizoenen op het niveau van de Tercera División, het toenmalige derde niveau. De tweede periode strekte zich uit tussen 1987-1989, toen de ploeg voor twee seizoenen terugkeerde naar de Tercera. Tijdens het seizoen 2022-2023 werd de ploeg kampioen na dertig van de vierendertig speeldagen en zo kwam de ploeg vanaf seizoen 2023-2024 voor de derde maal uit op het derde niveau, nu Primera Federación genaamd.